# Sonater och partitor för soloviolin (Bach)

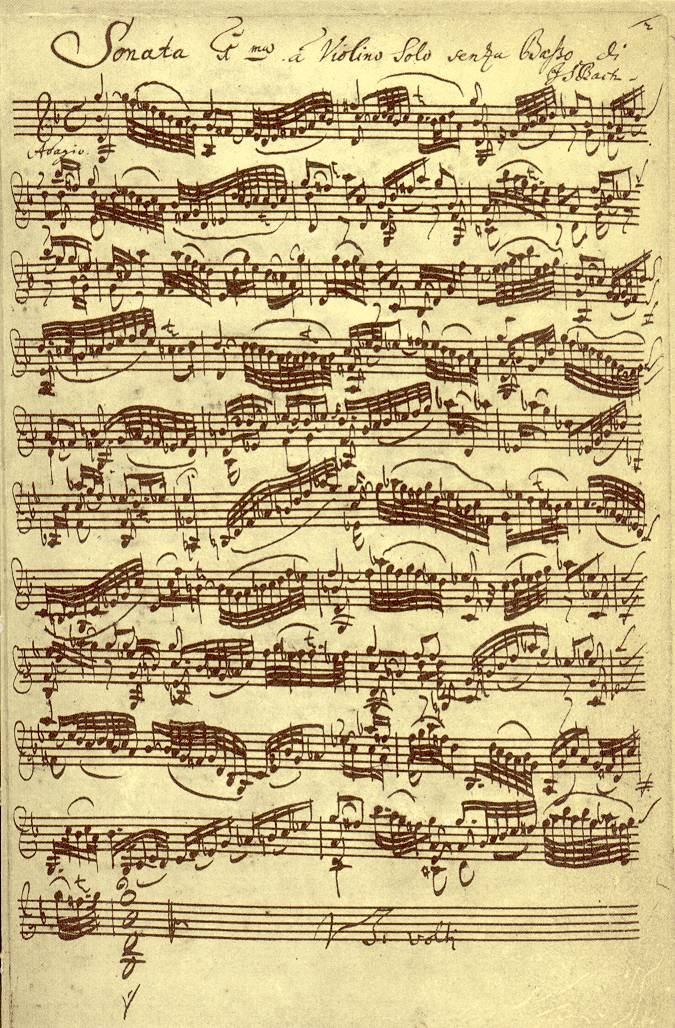
Adagio ur Sonat No. 1 i g-moll

Sonator och partitor för soloviolin, BWV 1001–1006, är sex sonator och partitor för violin av  Johann Sebastian Bach. Idag är Bachs sonator och partitor en viktig del av violinrepertoaren och framförs ofta.

## Verk

### Sonat nr 1 i g-moll, BWV 1001
1. Adagio
2. Fuga (Allegro)
3. Siciliana
4. Presto

### Partita nr 1 i h-moll, BWV 1002
1. Allemanda – Double
2. Corrente – Double (Presto)
3. Sarabande – Double
4. Tempo di Borea – Double

### Sonat nr 2 i a-moll, BWV 1003
1. Grave
2. Fuga
3. Andante
4. Allegro

### Partita nr 2 i d-moll, BWV 1004
1. Allemanda
2. Corrente
3. Sarabanda
4. Giga
5. Ciaccona

### Sonat nr 3 i C-dur, BWV 1005
1. Adagio
2. Fuga
3. Largo
4. Allegro assai

### Partita nr 3 i E-dur, BWV 1006
1. Preludio
2. Loure
3. Gavotte en rondeau
4. Menuet I
5. Menuet II
6. Bourrée
7. Gigue